# Nicola Palomba
(Alexandre Dumas, I Borboni di Napoli)
Nicola Palomba (Avigliano, 23 ottobre 1746 – Napoli, 14 ottobre 1799) è stato un presbitero, patriota, politico, generale, rivoluzionario, docente, giurista e massone italiano; fu tra i fondatori della Repubblica Napoletana del 1799 e con Felice Mastrangelo organizzò la cosiddetta Rivoluzione altamurana.

## Biografia

### Famiglia ed istruzione
Don Nicola Palomba (battezzato lo stesso giorno della sua nascita Niccolò Francesco Saverio Vito Pasquale Palomba in onore del nonno paterno Don Nicola Francesco), a volte scritto erroneamente Palombo o Palumbo, nacque il 23 ottobre 1746 ad Avigliano presso il palazzo di famiglia, da un'antica e ricca famiglia gentilizia di latifondisti agrari, stanziatasi in loco quantomeno dalla prima metà del XVI secolo. La famiglia paterna vantava antiche origini spagnole, con l’arrivo nella Napoli del Regno di Sicilia intorno al 1200 con il cavaliere Consalvo, dal quale avrebbero avuto origine i vari rami - originariamente denominati “della Palomba” - fra i quali anche il ramo dei marchesi di Cesa e Baroni di Pascarola e Torre Carbonaia. La famiglia materna, antica famiglia di proprietari terrieri di Forenza, era connotata da una tradizione notarile. Il battesimo dell'appena nato Nicola fu celebrato nella cappella di famiglia, consacrata a San Francesco da Paola, dal sacerdote Don Giambattista Sarnelli, con la madrina designata dalla famiglia, Donna Francesca Vitamore. La famiglia paterna, oltre ad essere imparentata strettamente con le altre famiglie gentilizie di Avigliano, quali i Gagliardi, i Corbo ed i Salinas, possedeva un vasto latifondo non limitato alla sola Avigliano, ma esteso anche in Puglia, nei pressi di Ascoli, dove si configurava come un prospero feudo agricolo cinto di torri. Il padre, il Magnifico Don Giovanni Battista Francesco Gerardo Palomba (Avigliano, 1719) aveva sposato Donna Maria Orsola Pacifico di Forenza, dal cui matrimonio nacquero Raffaele (1740), Maria Gerarda (1742), Caterina Dorotea (1743), Nicola (1746-1799),Vincenzo (1749), Gennaro (1751-1828), Giustiniano (1751-1799), Pasquale e Domenica Vincenza. Due zii paterni, particolarmente influenti nella futura doppia formazione giuridica di Nicola furono i fratelli minori del padre Don Alessandro Francesco Gerardo (1723), sacerdote e l'avvocato Don Francesco Gerardo Vincenzo Pietro Emanuele (1725).
Dopo un’originaria educazione presso il palazzo paterno condotta da un precettore, Nicola e Gennaro furono indirizzati dalla famiglia verso la carriera ecclesiastica venendo educati nel seminario di Potenza dal quale uscirono sacerdoti, approfondendo lo studio delle lingue greca e latina. Nicola, in particolare modo, indossò gli abiti dell'ordine benedettino, assumendo il titolo di abate. Sull'onda del fervente spirito culturale famigliare proseguì i suoi studi presso l'Università dei Regi Studi di Napoli laureandosi in diritto civile e canonico e, per via della sua doppia cultura, veniva spesso consultato in difficili questioni forensi. Attraverso lo studio della lingua francese ebbe poi modo di approfondire direttamente i testi degli illuministi e dei giacobini rivoluzionari, attraverso i quali orientò la propria forma mentis agli ideali repubblicani.

### Massone e giacobino
A Napoli si dedicò ad attività didattiche e fu affiliato alla loggia massonica La Perfetta Unione in seno al Rito Egizio Tradizionale del principe Raimondo di Sangro, ricoprendo ruoli importanti nella loggia napoletana del principe di San Severo e avendo come fratelli massoni, tra gli altri, Cagliostro e il Gran Maestro Vincenzo di Sangro.
Nel 1782 dovette poi ritornare presso la natia Avigliano in seguito ad un'accusa per omicidio, che sostenne dinanzi alla Regia Udienza di Basilicata insieme al fratello Gennaro. L'accusa si rivelò priva di fondamento e poté così ritornare a Napoli.
Oltre all’esperienza massonica partenopea ebbe modo di entrare anche a far parte della loggia romana denominata “Reunion des Amis Sincers”, in seguito ad un soggiorno a Roma avvenuto nel 1787 - loggia quest’ultima facente direttamente capo al Grande Oriente di Francia. Attraverso questa loggia ebbe modo di stringere sodalizi con esponenti del mondo aristocratico e del panorama artistico romano.
Secondo i verbali del processo Cagliostro, Palomba ebbe nel 1788 delle divergenze con l'abate Chefneux, anch'egli membro della Perfetta Unione, e per questo si allontanò dalla loggia per poi riavvicinarvisi nel gennaio 1789 (ufficialmente il 9 Gennaio 1789 secondo quanto riportato in una lettera del Principe di Sansevero).
Nel 1793 partecipò alle attività della Società Patriottica Napoletana di Carlo Lauberg di ispirazione giacobina, dove fece parte della fazione Romo (Repubblica o Morte). Finì per essere coinvolto nelle accuse della congiura giacobina del 1794 e per questo dovette lasciare di nuovo Napoli. Fu il promotore dell'esportazione della massoneria in Basilicata, fondando una loggia massonica ad Avigliano, alla quale aderirono gli altri membri dell'élite locale (dagli elenchi pervenuti si attestano Carlo Corbo, Francesco Saverio Corbo, Giulio Corbo, Nicola Maria Corbo, il sacerdote e letterato Girolamo Gagliardi Senior, Girolamo Gagliardi Junior suo nipote, Vincenzo Masi, i fratelli Palomba stessi comprensivi di Giustiniano Palomba e Gennaro, Deodato Siniscalchi, Girolamo e Michelangelo Vaccaro ed Andrea Verrastro). Durante l'occupazione francese del 1799, fu investito del 90º ed ultimo grado del Rito Egizio assumendo il ruolo di Gran Jerofante dell'Ordine ed iniziò agli alti gradi del Rito (gli arcana arcanorum) l'ufficiale francese Gad Bedarride padre di Marc Bédarride, fondatore del Rito Egizio di Misraim nel 1813.

### Incarichi nella Repubblica Napoletana

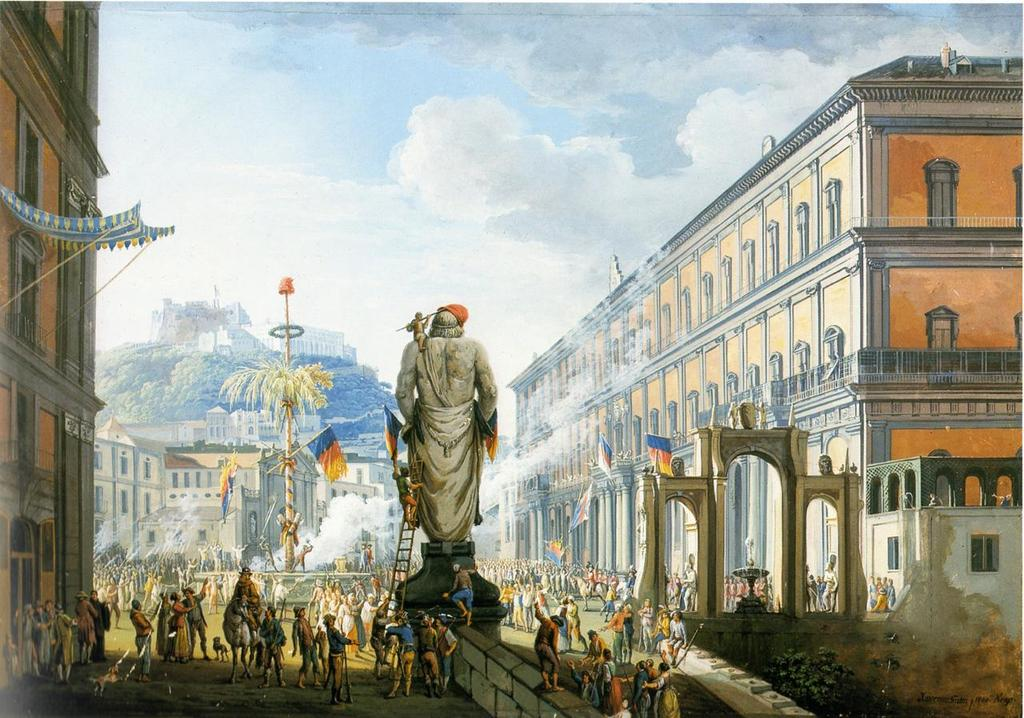
L'albero della libertà eretto a Napoli il 23 gennaio 1799

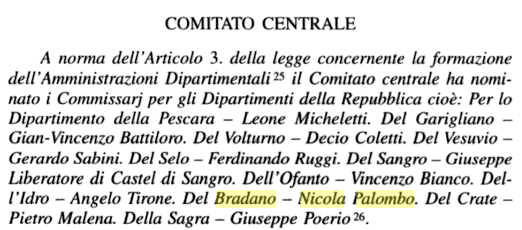
Nomina dei commissari dipartimentali della Repubblica

Dopo il fallimento della congiura del 1794, si ritirò nuovamente ad Avigliano, mantenendo frequenti contatti con i compagni della capitale ed assumendo il ruolo di parroco. Nel 1798 riuscì a sottrarre all'arresto il compaesano Michelangelo Vaccaro, aiutandolo a rifugiarsi in Francia.
Avuta notizia della fuga del Re Ferdinando nel 1799, raggiunse Napoli con i fratelli Gennaro e Giustiniano per prendere parte ai combattimenti che porteranno alla deposizione del Re e alla nascita della Repubblica Napoletana. Il 22 gennaio morì eroicamente il nipote Don Francesco Paolo Palomba nell'assalto a Castel Sant'Elmo. Il giorno seguente Nicola Palomba, assieme al generale François Étienne Kellermann, guidò i soldati francesi e i repubblicani all'occupazione di Castelnuovo.
Giunti in Napoli nei giorni dell'anarchia popolare, dettero prove non dubbie di patriottismo e di valore.
Il giovane Francesco Paolo il giorno 22 gennaio 1799 combattè valorosamente tra le file dei francesi che da Castel S. Elmo scesero per la via di Sette Dolori, e fatalmente vi trovò la morte, insieme con Antonio Moscatelli di Trani. Il padre e lo zio Gennaro dalla casa in via Pignasecca dove avevano preso alloggio, fecero vivo fuoco sulla plebaglia, che in quei dì fu padrona di Napoli.
Niccolò intanto era accorso con gli altri patrioti a S. Elmo. E quando la schiera comandata dal capo battaglione Kellerman discese, il giorno 23 verso le ore 16 dalle alture di S. Lucia del Monte, e quindi per la stessa via dei Sette Dolori, Niccolò Palomba armato di schioppo andava innanzi. Arditamente quel manipolo di francesi e di patrioti, provvisto di torce incendiarie, traversò Toledo, preceduto sempre dal prete Aviglianese, tirando e ricevendo colpi dalla plebaglia che faceva gruppi alle cantonate. E quindi a Castelnuovo diè subitamente l'assalto, e, sostenuto da S. Elmo, vi entrò, sbaragliando i popolani che vi si erano chiusi. Erano 17 ore e fu vista issata sul forte la bandiera repubblicana.»
(Luigi Conforti, Napoli nel 1799)
Il 9 febbraio, in occasione dell'innalzamento dell'albero della libertà, in quanto promotore della festa, gli venne affidato il compito di pronunciare il discorso ufficiale in cui invitava i cittadini "a venire a dividere meco la gloria di difendere la nostra nascente Repubblica". Nominato Elettore, ovvero rappresentante dell'assemblea elettorale del suo dipartimento, fu membro della commissione centrale per l'organizzazione della guardia nazionale, incaricata della scelta e la nomina degli ufficiali insieme ad altri 23 elettori tra cui Gennaro Serra di Cassano e Giuseppe Laghezza. 
Molto critico verso la politica applicata dal governo, da lui giudicata troppo moderata, fu il principale accusatore del presidente del Comitato delle Finanze Prosdocimo Rotondo, membro del governo provvisorio a cui veniva addebitato di essersi appropriato di ingenti somme di denaro percepite con la riscossione delle tasse. Produsse contro Rotondo ben 22 capi d'accusa. L’accusa non ebbe seguito perché Palomba non aveva prove ma si limitava a dare risalto a dicerie probabilmente senza fondamento.
Il 26 febbraio 1799 venne nominato dal governo provvisorio Commissario generale del dipartimento del Bradano, venendo affiancato dal generale Felice Mastrangelo.
Questa alta carica amministrativa, con stipendio annuo di 600 ducati, era ambita perché consentiva di essere eleggibili al senato della repubblica. 
Probabilmente la scelta di Palomba come governatore di questa provincia fu presa per allontanarlo da Napoli a seguito dell'arresto di Championnet il 24 febbraio e della sostituzione di Carlo Lauberg con il moderato Ignazio Ciaia il 25 febbraio. 
Il dipartimento assegnatogli comprendeva i Cantoni di Matera, Altamura, Molfetta, Bisceglie, Trani, Barletta, Montepeloso (odierna Irsina), Potenza, Marsico Nuovo, Montemurro, Stigliano e Pisticci. Fu nominato anche colonnello e comandante di una sezione di guardie civiche.
Alcune città del suo dipartimento, tra cui la stessa Matera che fungeva da capoluogo del Bradano, dettero segni di rivolta e Palomba chiamò in soccorso il generale francese Jean-Baptiste Broussier, il quale però non si mosse perché, come sostenuto da Vincenzo Cuoco, probabilmente attendeva la sollevazione della città così da poterla far saccheggiare dai suoi.
Dopo le ripetute insistenze di Palomba, il generale francese si incamminò alla volta Matera ma durante la marcia ricevette l'ordine di tornare a Napoli.
Matera, ora libera dal timore dell'esercito francese e visto l'approssimarsi dell'esercito della Santa Fede comandato dal Cardinale Fabrizio Ruffo, passò definitivamente dalla parte dei realisti.

### Assedio di Altamura

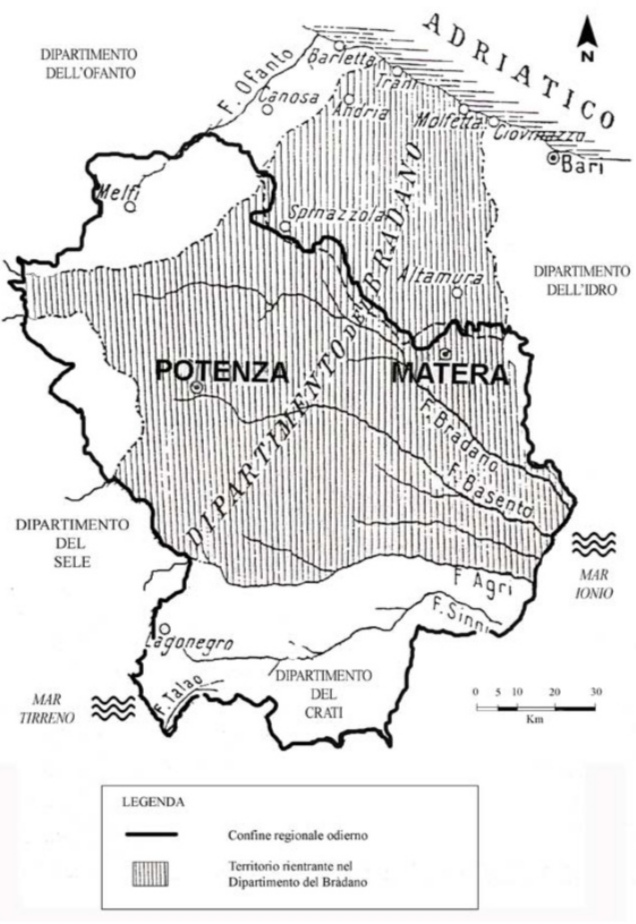
Il Dipartimento del Bradano

Il commissario Palomba e il generale Mastrangelo raggiunsero l'11 marzo con due squadroni di cavalleria Altamura che, essendo Matera diventata una città realista, divenne di fatto la sede del governo dipartimentale. 
In quella città Palomba si mise subito in netta opposizione con gli indirizzi assunti dalla Municipalità sostenendo una linea intransigente, per niente incline al dialogo con la fazione realista.
Fu una stagione caratterizzata da processi e minacce di pubbliche esecuzioni, che ebbero come effetto immediato quello di generare una profonda lacerazione e un crescente clima di diffidenza reciproca tra i membri della Municipalità e il commissario dipartimentale.
Momenti di forte tensione avvennero in occasione degli arresti e dei processi istituiti ai danni di tre frati domenicani, tutti accusati di cospirazione poiché avevano espresso apprezzamento per il rovesciato governo borbonico e avevano mantenuto contatti con i realisti. Palomba fece inoltre convertire il locale convento di San Francesco in un carcere e instaurò una gestione della giustizia particolarmente dura anche per accuse di poco conto.
Palomba assunse il titolo di Generale e comandò con Mastrangelo la difesa della città durante l'assedio delle truppe del Cardinale. 
Lo scontro con l'Esercito della Santa Fede era infatti oramai imminente e gli altamurani non persero tempo e organizzarono un campo militare sul punto più elevato di Altamura, fondendo le campane delle chiese al fine di ottenere nuovi cannoni.
La mattina del 7 maggio il Cardinale Ruffo inviò da Matera verso Altamura l'ufficiale Raffaele Vecchioni, al fine di discutere la resa. Entrò in città bendato, ma non fece più ritorno.
La sera dell'8 maggio, il Cardinale ordinò al comandante Giambattista De Cesari di partire quella notte stessa con il resto della truppa di linea e con una porzione delle truppe irregolari per restringere il blocco di Altamura. Tutto il resto delle truppe irregolari e moltissime persone accorse dai paesi vicini, vedendo partire De Cesari e sperando di poter approfittare del saccheggio della città, si unirono a loro.
Palomba e Mastrangelo, con i loro 1200 uomini mal equipaggiati e con pochi cannoni, dovettero contrastare l'assedio dei circa 20.000 sanfedisti che avevano circondato la città. 
La mattina del 9 maggio sopraggiunse anche Ruffo e non molto tempo dopo i difensori cominciarono a sparare vari colpi di cannone dando inizio alla battaglia.
Le perdite tra i sanfedisti furono consistenti, tanto che il Cardinale a un certo punto pensò di rinunciare al proposito di prendere Altamura, strenuamente difesa dai repubblicani tanto da essere poi soprannominata leonessa di Puglia. De Cesari, però, lo persuase a non abbandonare la posizione e a proseguire l'assedio perché nel corso dei combattimenti gli altamurani cominciarono a sparare dai loro cannoni monete e ferraglia varia. Questo episodio fece comprendere a Ruffo che la resistenza della città non sarebbe durata ancora a lungo.
Dopo 13 ore di fuoco ininterrotto dell'artiglieria altamurana cominciarono infatti a scarseggiare le munizioni e si caricarono i cannoni con sacchetti di monete in rame e d'argento e con altri oggetti di ferro.
I comandanti Palomba e Mastrangelo, dopo aver rifiutato ogni proposta di resa e valutando che Altamura non poteva più difendersi, ordinarono la fucilazione dei 48 prigionieri detenuti nel convento di San Francesco provvedendo alla sommaria sepoltura dei loro corpi nelle tombe dei religiosi e lasciarono la città fuggendo da una porta non presidiata dai nemici.
Diedero la possibilità di abbandonare la città a tutti gli abitanti dando l'ordine di aprire le due porte delle mura del versante opposto a quello dove si svolgevano le operazioni belliche. 
Il 10 maggio gli uomini di Ruffo entrarono in una città semideserta, abbandonandosi a un cruento saccheggio, che costituisce uno degli episodi più drammatici e spietati del sanfedismo.

### Arresto e morte

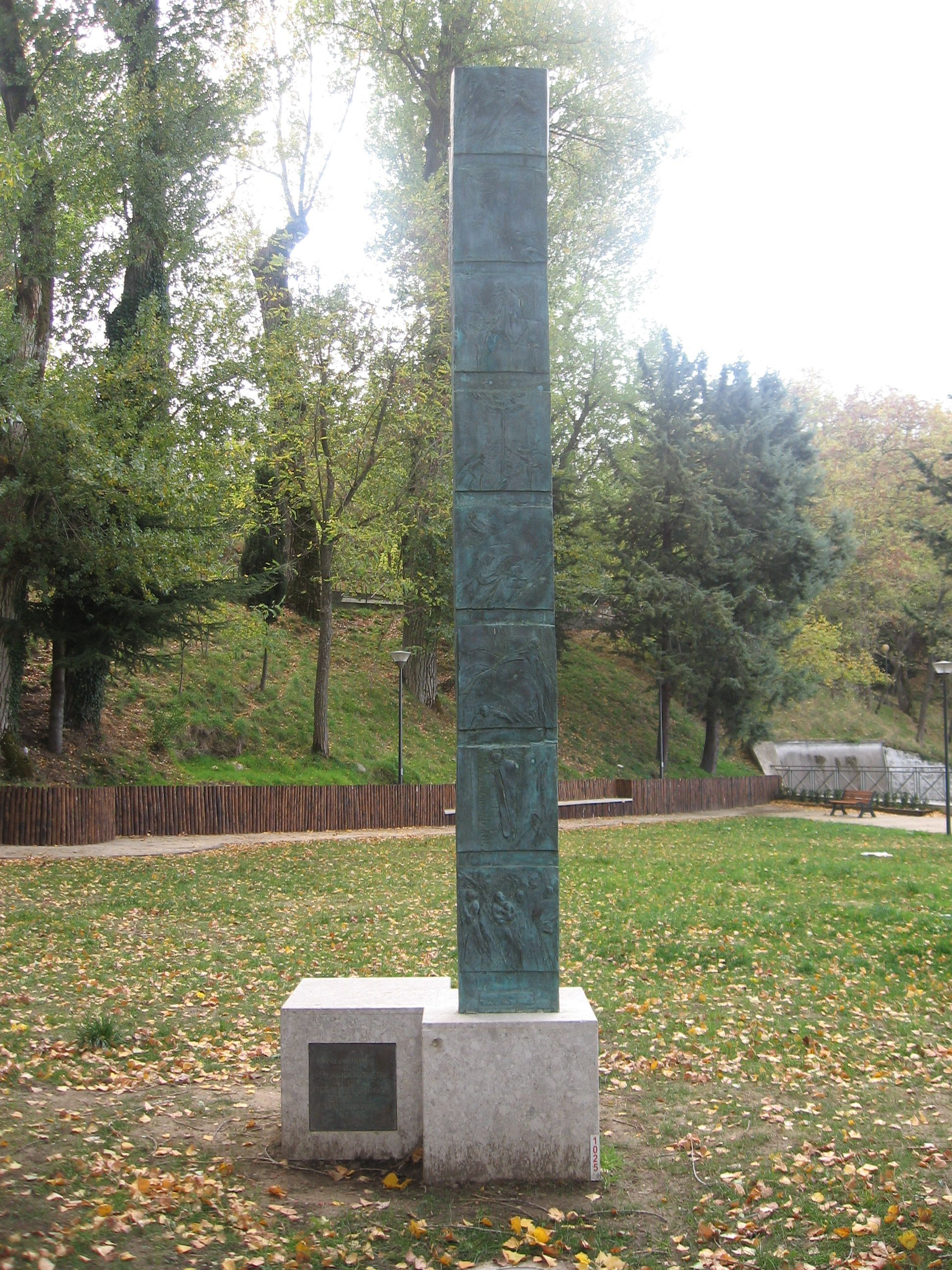
Stele eretta ad Avigliano in memoria degli aviglianesi che presero parte alla rivoluzione napoletana del 1799. Il 3° riquadro rappresenta Palomba entrare a Napoli con il generale Kellermann, il 7° riquadro rappresenta la sua impiccagione in piazza del mercato

Palomba, dopo la caduta delle città repubblicane del suo dipartimento, meditò in un primo momento di chiedere soccorso a Bari e Barletta dirigendosi verso la marina, per poi mutare direzione e raggiungere Napoli dove, affranto per la sconfitta, tentò di strangolarsi venendo fermato da un domestico. Riferì al governo della perdita di Altamura, la cui difesa era stata affidata a lui e a Mastrangelo, e della superiorità dell'esercito di Ruffo. Disse più del vero per discolparsi della fuga da Altamura e fu quindi arrestato e rinchiuso a Castelnuovo per essere poi sottoposto a giudizio. Questo provvedimento fu preso anche per evitare di rendere pubbliche le notizie sulla reale forza dei sanfedisti e le province da loro conquistate.
A seguito della conquista sanfedista di Napoli nel giugno 1799, il cardinale Ruffo concesse ai repubblicani, in cambio della resa, la possibilità di fuggire in Francia. Tuttavia l'ammiraglio Nelson non volle rispettare questo termine della capitolazione e li fece arrestare. Tra loro c'era anche Palomba che, secondo lo storico De Nicola, si sarebbe rifugiato su una nave presente nel porto pronta a salpare per Tolone ma, riconosciuto, venne arrestato e rinchiuso in Castel dell'Ovo.
In quanto membro del governo della Repubblica Napoletana, dopo la restaurazione della monarchia, Palomba fu accusato di tradimento e lesa maestà e condannato a morte dalla Giunta di Stato il 12 ottobre 1799. Lo stesso giorno, senza attendere la real risoluzione (che sarà ratifica il 7 novembre successivo), la Giunta comunicò al Generale Daniele De Gambs, capo della guardia di piazza, le disposizioni per il trasferimento del condannato e la disposizione delle forze di sicurezza necessarie. Nella notte di quello stesso giorno fu trasferito nel Castello del Carmine per poi essere giustiziato il lunedì 14 ottobre 1799 assieme al generale Felice Mastrangelo, al capitano Antonio Tocco e al tenente Pasquale Assisi, in Piazza del Mercato, a Napoli. 
Vincenzo Cuoco ne ricorda il fermo atteggiamento prima della morte. Poco prima di salire sul patibolo, il commesso del fisco gli propose di avere salva la vita se in cambio avesse denunciato altri rivoluzionari. A questa proposta Nicola Palomba, ad alta voce, in modo che tutti i presenti sentissero, rispose: 
 
Secondo Alexandre Dumas (padre), invece, la sua risposta fu: 
Sprezzante verso i carnefici, morì con grande coraggio, salendo per primo sul patibolo, alle ore 18:00. Il suo corpo fu sepolto a Napoli nella Chiesa di Sant'Alessio al Lavinaio.
La notizia dell'avvenuta pena capitale venne notificata ad Avigliano, dove il clero annotò il suo decesso con tali parole:
Il successivo 31 Marzo 1800 il fratello Don Giustiniano Palomba venne giustiziato a Matera, lasciando come unico superstite della generazione rivoluzionaria della nobile famiglia Palomba il fratello sacerdote Don Gennaro, rifugiatosi a Marsiglia, e di ritorno in patria solo nel 1801, grazie all’amnistia offerta dal Trattato di Firenze. L’unico figlio maschio superstite di Don Giustiniano ebbe discendenza, impiantatasi in Napoli ed attestata ancora florida dal saggista Luigi Conforti nel 1889. La linea dei Palomba di Avigliano si estinse poi con Donna Nicoletta (così chiamata in onore dello zio e deceduta nel 1838), figlia di Don Giustiniano, che ebbe discendenza con il latifondista Don Francesco Telesca di Domenico, membro del notabilato aviglianese.

### Albero genealogico

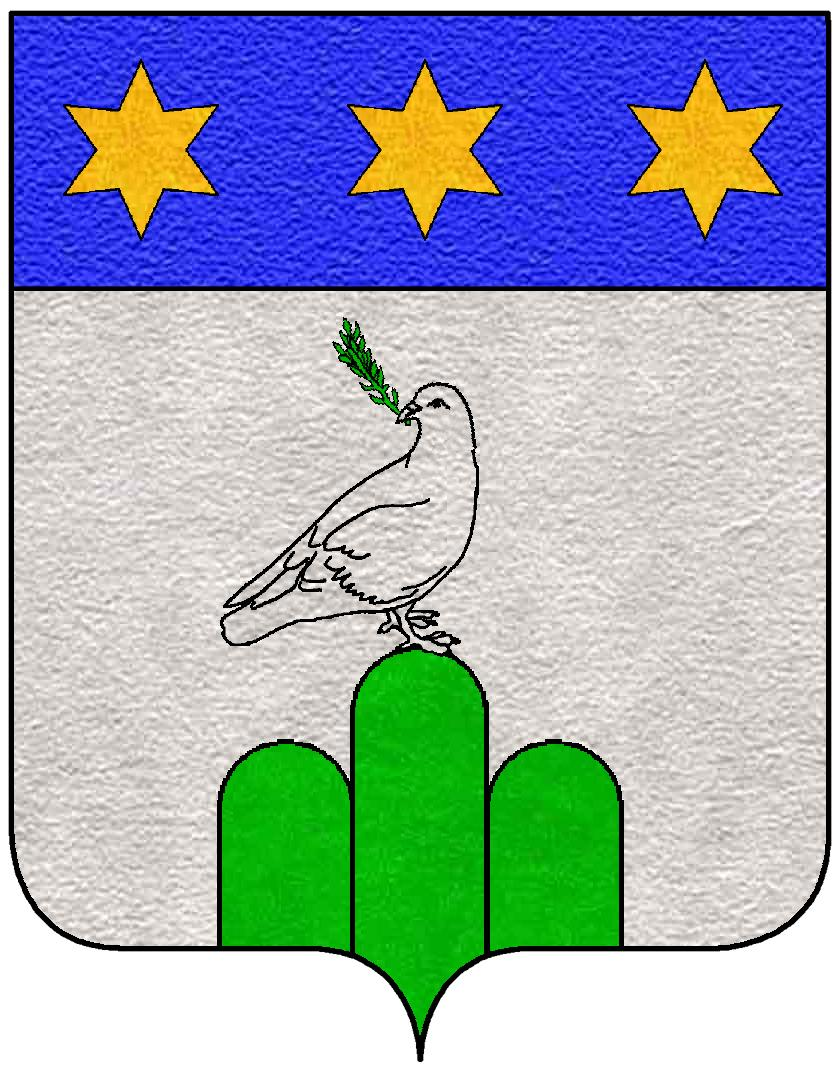
Stemma della famiglia Palomba

|                    |                    |                                                                                   |                                                                                   | | |                                                                         |                                                                         |                                                              |                                                              |                                                                              |                                                                              | | |                                             |                               |                      |                      |                                                                                               |                                                                                               |                                           |                                           |                                                               |                                                               |                                            |                                            |                               |                               |                        |                        |                                               |                                               |                              |                                                                                 |                      |                      |                        |                        |                               |                               |                            |                            |                      |                      |                     |                     |                         |                         |                                                             |                                                             |
|                    |                    |                                                                                   |                                                                                   | | |                                                                         |                                                                         |                                                              |                                                              |                                                                              |                                                                              | | |                                             |                               |                      |                      |                                                                                               |                                                                                               |                                           |                                           |                                                               |                                                               |                                            |                                            |                               |                               |                        |                        |                                               |                                               |                              | Consalvo XIII secolo Cavaliere                                                  |                      |                      |                        |                        |                               |                               |                            |                            |                      |                      |                     |                     |                         |                         |                                                             |                                                             |
|                    |                    |                                                                                   |                                                                                   | | |                                                                         |                                                                         |                                                              |                                                              |                                                                              |                                                                              | | |                                             |                               |                      |                      |                                                                                               |                                                                                               |                                           |                                           |                                                               |                                                               |                                            |                                            |                               |                               |                        |                        |                                               |                                               |                              |                                                                                 |                      |                      |                        |                        |                               |                               |                            |                            |                      |                      |                     |                     |                         |                         |                                                             |                                                             |
|                    |                    |                                                                                   |                                                                                   | | |                                                                         |                                                                         |                                                              |                                                              |                                                                              |                                                                              | | |                                             |                               |                      |                      |                                                                                               |                                                                                               |                                           |                                           |                                                               |                                                               |                                            |                                            |                               |                               |                        |                        |                                               |                                               |                              |                                                                                 |                      |                      |                        |                        |                               |                               |                            |                            |                      |                      |                     |                     |                         |                         |                                                             |                                                             |
|                    |                    |                                                                                   |                                                                                   | | |                                                                         |                                                                         |                                                              |                                                              |                                                                              |                                                                              | | |                                             |                               |                      |                      |                                                                                               |                                                                                               |                                           |                                           |                                                               |                                                               |                                            |                                            |                               |                               |                        |                        |                                               |                                               |                              | · Palomba di Napoli                                                             |                      |                      |                        |                        |                               |                               |                            |                            |                      |                      |                     |                     |                         |                         |                                                             |                                                             |
|                    |                    |                                                                                   |                                                                                   | | |                                                                         |                                                                         |                                                              |                                                              |                                                                              |                                                                              | | |                                             |                               |                      |                      |                                                                                               |                                                                                               |                                           |                                           |                                                               |                                                               |                                            |                                            |                               |                               |                        |                        |                                               |                                               |                              |                                                                                 |                      |                      |                        |                        |                               |                               |                            |                            |                      |                      |                     |                     |                         |                         |                                                             |                                                             |
|                    |                    |                                                                                   |                                                                                   | | |                                                                         |                                                                         |                                                              |                                                              |                                                                              |                                                                              | | |                                             |                               |                      |                      |                                                                                               |                                                                                               |                                           |                                           |                                                               |                                                               |                                            |                                            |                               |                               |                        |                        |                                               |                                               |                              |                                                                                 |                      |                      |                        |                        |                               |                               |                            |                            |                      |                      |                     |                     |                         |                         |                                                             |                                                             |
|                    |                    |                                                                                   |                                                                                   | | |                                                                         |                                                                         |                                                              |                                                              |                                                                              |                                                                              | | |                                             |                               |                      |                      |                                                                                               |                                                                                               |                                           |                                           |                                                               |                                                               |                                            |                                            |                               |                               |                        |                        |                                               |                                               |                              | Signore Don Antonello -1451                                                     |                      |                      |                        |                        |                               |                               |                            |                            |                      |                      |                     |                     |                         |                         |                                                             |                                                             |
|                    |                    |                                                                                   |                                                                                   | | |                                                                         |                                                                         |                                                              |                                                              |                                                                              |                                                                              | | |                                             |                               |                      |                      |                                                                                               |                                                                                               |                                           |                                           |                                                               |                                                               |                                            |                                            |                               |                               |                        |                        |                                               |                                               |                              |                                                                                 |                      |                      |                        |                        |                               |                               |                            |                            |                      |                      |                     |                     |                         |                         |                                                             |                                                             |
|                    |                    |                                                                                   |                                                                                   | | |                                                                         |                                                                         |                                                              |                                                              |                                                                              |                                                                              | | |                                             |                               |                      |                      |                                                                                               |                                                                                               |                                           |                                           |                                                               |                                                               |                                            |                                            |                               |                               |                        |                        |                                               |                                               |                              |                                                                                 |                      |                      |                        |                        |                               |                               |                            |                            |                      |                      |                     |                     |                         |                         |                                                             |                                                             |
|                    |                    |                                                                                   |                                                                                   | | |                                                                         |                                                                         |                                                              |                                                              |                                                                              |                                                                              | | |                                             |                               |                      |                      |                                                                                               |                                                                                               |                                           |                                           |                                                               |                                                               |                                            |                                            |                               |                               |                        |                        |                                               |                                               |                              | · Palomba di Napoli e poi di Avigliano                                          |                      |                      |                        |                        |                               |                               |                            |                            |                      |                      |                     |                     |                         |                         |                                                             |                                                             |
|                    |                    |                                                                                   |                                                                                   | | |                                                                         |                                                                         |                                                              |                                                              |                                                                              |                                                                              | | |                                             |                               |                      |                      |                                                                                               |                                                                                               |                                           |                                           |                                                               |                                                               |                                            |                                            |                               |                               |                        |                        |                                               |                                               |                              |                                                                                 |                      |                      |                        |                        |                               |                               |                            |                            |                      |                      |                     |                     |                         |                         |                                                             |                                                             |
|                    |                    |                                                                                   |                                                                                   | | |                                                                         |                                                                         |                                                              |                                                              |                                                                              |                                                                              | | |                                             |                               |                      |                      |                                                                                               |                                                                                               |                                           |                                           |                                                               |                                                               |                                            |                                            |                               |                               |                        |                        |                                               |                                               |                              |                                                                                 |                      |                      |                        |                        |                               |                               |                            |                            |                      |                      |                     |                     |                         |                         |                                                             |                                                             |
|                    |                    |                                                                                   |                                                                                   | | |                                                                         |                                                                         |                                                              |                                                              |                                                                              |                                                                              | | |                                             |                               |                      |                      |                                                                                               |                                                                                               |                                           |                                           |                                                               |                                                               |                                            |                                            |                               |                               |                        |                        |                                               |                                               |                              | Magnifico Don Giovanni -1537 Notaio                                             |                      |                      |                        |                        |                               |                               |                            |                            |                      |                      |                     |                     |                         |                         |                                                             |                                                             |
|                    |                    |                                                                                   |                                                                                   | | |                                                                         |                                                                         |                                                              |                                                              |                                                                              |                                                                              | | |                                             |                               |                      |                      |                                                                                               |                                                                                               |                                           |                                           |                                                               |                                                               |                                            |                                            |                               |                               |                        |                        |                                               |                                               |                              |                                                                                 |                      |                      |                        |                        |                               |                               |                            |                            |                      |                      |                     |                     |                         |                         |                                                             |                                                             |
|                    |                    |                                                                                   |                                                                                   | | |                                                                         |                                                                         |                                                              |                                                              |                                                                              |                                                                              | | |                                             |                               |                      |                      |                                                                                               |                                                                                               |                                           |                                           |                                                               |                                                               |                                            |                                            |                               |                               |                        |                        |                                               |                                               |                              |                                                                                 |                      |                      |                        |                        |                               |                               |                            |                            |                      |                      |                     |                     |                         |                         |                                                             |                                                             |
|                    |                    |                                                                                   |                                                                                   | | |                                                                         |                                                                         |                                                              |                                                              |                                                                              |                                                                              | | |                                             |                               |                      |                      |                                                                                               |                                                                                               |                                           |                                           |                                                               |                                                               |                                            |                                            |                               |                               |                        |                        |                                               |                                               |                              | Magnifico Don Giovanni -1555                                                    |                      |                      |                        |                        |                               |                               |                            |                            |                      |                      |                     |                     |                         |                         |                                                             |                                                             |
|                    |                    |                                                                                   |                                                                                   | | |                                                                         |                                                                         |                                                              |                                                              |                                                                              |                                                                              | | |                                             |                               |                      |                      |                                                                                               |                                                                                               |                                           |                                           |                                                               |                                                               |                                            |                                            |                               |                               |                        |                        |                                               |                                               |                              |                                                                                 |                      |                      |                        |                        |                               |                               |                            |                            |                      |                      |                     |                     |                         |                         |                                                             |                                                             |
|                    |                    |                                                                                   |                                                                                   | | |                                                                         |                                                                         |                                                              |                                                              |                                                                              |                                                                              | | |                                             |                               |                      |                      |                                                                                               |                                                                                               |                                           |                                           |                                                               |                                                               |                                            |                                            |                               |                               |                        |                        |                                               |                                               |                              |                                                                                 |                      |                      |                        |                        |                               |                               |                            |                            |                      |                      |                     |                     |                         |                         |                                                             |                                                             |
|                    |                    |                                                                                   |                                                                                   | | |                                                                         |                                                                         |                                                              |                                                              |                                                                              |                                                                              | | |                                             |                               |                      |                      |                                                                                               |                                                                                               |                                           |                                           |                                                               |                                                               |                                            |                                            |                               |                               |                        |                        |                                               |                                               |                              | Magnifico Don Marco Antonio                                                     |                      |                      |                        |                        |                               |                               |                            |                            |                      |                      |                     |                     |                         |                         |                                                             |                                                             |
|                    |                    |                                                                                   |                                                                                   | | |                                                                         |                                                                         |                                                              |                                                              |                                                                              |                                                                              | | |                                             |                               |                      |                      |                                                                                               |                                                                                               |                                           |                                           |                                                               |                                                               |                                            |                                            |                               |                               |                        |                        |                                               |                                               |                              |                                                                                 |                      |                      |                        |                        |                               |                               |                            |                            |                      |                      |                     |                     |                         |                         |                                                             |                                                             |
|                    |                    |                                                                                   |                                                                                   | | |                                                                         |                                                                         |                                                              |                                                              |                                                                              |                                                                              | | |                                             |                               |                      |                      |                                                                                               |                                                                                               |                                           |                                           |                                                               |                                                               |                                            |                                            |                               |                               |                        |                        |                                               |                                               |                              |                                                                                 |                      |                      |                        |                        |                               |                               |                            |                            |                      |                      |                     |                     |                         |                         |                                                             |                                                             |
|                    |                    |                                                                                   |                                                                                   | | |                                                                         |                                                                         |                                                              |                                                              |                                                                              |                                                                              | | |                                             |                               |                      |                      |                                                                                               |                                                                                               |                                           |                                           |                                                               |                                                               |                                            |                                            |                               |                               |                        |                        |                                               |                                               |                              | Magnifico Don Giovanni Dottore in utroque jure e Consultore del Vescovo di Muro |                      |                      |                        |                        |                               |                               |                            |                            |                      |                      |                     |                     |                         |                         |                                                             |                                                             |
|                    |                    |                                                                                   |                                                                                   | | |                                                                         |                                                                         |                                                              |                                                              |                                                                              |                                                                              | | |                                             |                               |                      |                      |                                                                                               |                                                                                               |                                           |                                           |                                                               |                                                               |                                            |                                            |                               |                               |                        |                        |                                               |                                               |                              |                                                                                 |                      |                      |                        |                        |                               |                               |                            |                            |                      |                      |                     |                     |                         |                         |                                                             |                                                             |
|                    |                    |                                                                                   |                                                                                   | | |                                                                         |                                                                         |                                                              |                                                              |                                                                              |                                                                              | | |                                             |                               |                      |                      |                                                                                               |                                                                                               |                                           |                                           |                                                               |                                                               |                                            |                                            |                               |                               |                        |                        |                                               |                                               |                              |                                                                                 |                      |                      |                        |                        |                               |                               |                            |                            |                      |                      |                     |                     |                         |                         |                                                             |                                                             |
|                    |                    |                                                                                   |                                                                                   | | |                                                                         |                                                                         |                                                              |                                                              |                                                                              |                                                                              | | |                                             |                               |                      |                      |                                                                                               |                                                                                               |                                           |                                           |                                                               |                                                               |                                            |                                            |                               |                               |                        |                        |                                               |                                               |                              | Magnifico Don Cesare Notaio sp. Vittoria De Carluccio 2 ⚭ Clementia Martinelli  |                      |                      |                        |                        |                               |                               |                            |                            |                      |                      |                     |                     |                         |                         |                                                             |                                                             |
|                    |                    |                                                                                   |                                                                                   | | |                                                                         |                                                                         |                                                              |                                                              |                                                                              |                                                                              | | |                                             |                               |                      |                      |                                                                                               |                                                                                               |                                           |                                           |                                                               |                                                               |                                            |                                            |                               |                               |                        |                        |                                               |                                               |                              |                                                                                 |                      |                      |                        |                        |                               |                               |                            |                            |                      |                      |                     |                     |                         |                         |                                                             |                                                             |
|                    |                    |                                                                                   |                                                                                   | | |                                                                         |                                                                         |                                                              |                                                              |                                                                              |                                                                              | | |                                             |                               |                      |                      |                                                                                               |                                                                                               |                                           |                                           |                                                               |                                                               |                                            |                                            |                               |                               |                        |                        |                                               |                                               |                              |                                                                                 |                      |                      |                        |                        |                               |                               |                            |                            |                      |                      |                     |                     |                         |                         |                                                             |                                                             |
|                    |                    |                                                                                   |                                                                                   | | |                                                                         |                                                                         |                                                              |                                                              |                                                                              |                                                                              | | |                                             |                               |                      |                      | Magnifico Don Giovanni Battista 1648-1712 Notaio 1 ⚭ Caterina Coviello sp. Isabella Gagliardi | Magnifico Don Giovanni Battista 1648-1712 Notaio 1 ⚭ Caterina Coviello sp. Isabella Gagliardi | Giuseppe Mattia 1631 sp. Camilla Coviello | Giuseppe Mattia 1631 sp. Camilla Coviello | Beatrice Laura 1633                                           | Beatrice Laura 1633                                           | Reverendo Don Carlo Gennaro 1634 sacerdote | Reverendo Don Carlo Gennaro 1634 sacerdote | Laura Ippolita 1636           | Laura Ippolita 1636           | Barbara Benedetta 1641 | Barbara Benedetta 1641 | Caterina Beatrice 1642 sp. Giuseppe Colangelo | Caterina Beatrice 1642 sp. Giuseppe Colangelo | Marco Antonio 1644 sacerdote | Marco Antonio 1644 sacerdote                                                    | Beatrice Monica 1646 | Beatrice Monica 1646 | Angelo Innocenzio 1650 | Angelo Innocenzio 1650 | Iacono Filippo Francesco 1653 | Iacono Filippo Francesco 1653 | Gaetano Andrea Eligio 1655 | Gaetano Andrea Eligio 1655 | Anna Crescenzia 1658 | Anna Crescenzia 1658 | Iacono Tommaso 1660 | Iacono Tommaso 1660 | Francesco Domenico 1663 | Francesco Domenico 1663 | Barbara sp. Don Domenico Guglielmo, dottore in utroque jure | Barbara sp. Don Domenico Guglielmo, dottore in utroque jure |
|                    |                    |                                                                                   |                                                                                   | | |                                                                         |                                                                         |                                                              |                                                              |                                                                              |                                                                              | | |                                             |                               |                      |                      |                                                                                               |                                                                                               |                                           |                                           |                                                               |                                                               |                                            |                                            |                               |                               |                        |                        |                                               |                                               |                              |                                                                                 |                      |                      |                        |                        |                               |                               |                            |                            |                      |                      |                     |                     |                         |                         |                                                             |                                                             |
|                    |                    |                                                                                   |                                                                                   | | |                                                                         |                                                                         |                                                              |                                                              |                                                                              |                                                                              | | |                                             |                               |                      |                      |                                                                                               |                                                                                               |                                           |                                           |                                                               |                                                               |                                            |                                            |                               |                               |                        |                        |                                               |                                               |                              |                                                                                 |                      |                      |                        |                        |                               |                               |                            |                            |                      |                      |                     |                     |                         |                         |                                                             |                                                             |
|                    |                    |                                                                                   |                                                                                   | | |                                                                         |                                                                         |                                                              |                                                              | Magnifico Don Nicola Francesco 1686-? Dottor Fisico sp. Maria Camilla Ruoti  | Magnifico Don Nicola Francesco 1686-? Dottor Fisico sp. Maria Camilla Ruoti  | Clemenza Ippolita Antonia 1669 sp. Don Francesco Gagliardi                                                                               | Clemenza Ippolita Antonia 1669 sp. Don Francesco Gagliardi                                                                               | Cesare Antonio Francesco 1671               | Cesare Antonio Francesco 1671 | Barbara Antonia 1673 | Barbara Antonia 1673 | Pietro Luca Antonio 1674                                                                      | Pietro Luca Antonio 1674                                                                      | Nicola Antonio 1682                       | Nicola Antonio 1682                       | Nicola Antonio Vito 1684                                      | Nicola Antonio Vito 1684                                      | Stanislago Vito Antonio 1687               | Stanislago Vito Antonio 1687               | Gianfrancesco Bartolomeo 1691 | Gianfrancesco Bartolomeo 1691 |                        |                        |                                               |                                               |                              |                                                                                 |                      |                      |                        |                        |                               |                               |                            |                            |                      |                      |                     |                     |                         |                         |                                                             |                                                             |
|                    |                    |                                                                                   |                                                                                   | | |                                                                         |                                                                         |                                                              |                                                              |                                                                              |                                                                              | | |                                             |                               |                      |                      |                                                                                               |                                                                                               |                                           |                                           |                                                               |                                                               |                                            |                                            |                               |                               |                        |                        |                                               |                                               |                              |                                                                                 |                      |                      |                        |                        |                               |                               |                            |                            |                      |                      |                     |                     |                         |                         |                                                             |                                                             |
|                    |                    |                                                                                   |                                                                                   | | |                                                                         |                                                                         |                                                              |                                                              |                                                                              |                                                                              | | |                                             |                               |                      |                      |                                                                                               |                                                                                               |                                           |                                           |                                                               |                                                               |                                            |                                            |                               |                               |                        |                        |                                               |                                               |                              |                                                                                 |                      |                      |                        |                        |                               |                               |                            |                            |                      |                      |                     |                     |                         |                         |                                                             |                                                             |
|                    |                    |                                                                                   |                                                                                   | | |                                                                         |                                                                         | Giovanni Francesco 1719-? Nobile vivente sp. Orsola Pacifico | Giovanni Francesco 1719-? Nobile vivente sp. Orsola Pacifico | Emanuele 1725 Avvocato                                                       | Emanuele 1725 Avvocato                                                       | Alessandro 1723 Sacerdote | Alessandro 1723 Sacerdote |                                             |                               |                      |                      |                                                                                               |                                                                                               |                                           |                                           |                                                               |                                                               |                                            |                                            |                               |                               |                        |                        |                                               |                                               |                              |                                                                                 |                      |                      |                        |                        |                               |                               |                            |                            |                      |                      |                     |                     |                         |                         |                                                             |                                                             |
|                    |                    |                                                                                   |                                                                                   | | |                                                                         |                                                                         |                                                              |                                                              |                                                                              |                                                                              | | |                                             |                               |                      |                      |                                                                                               |                                                                                               |                                           |                                           |                                                               |                                                               |                                            |                                            |                               |                               |                        |                        |                                               |                                               |                              |                                                                                 |                      |                      |                        |                        |                               |                               |                            |                            |                      |                      |                     |                     |                         |                         |                                                             |                                                             |
|                    |                    |                                                                                   |                                                                                   | | |                                                                         |                                                                         |                                                              |                                                              |                                                                              |                                                                              | | |                                             |                               |                      |                      |                                                                                               |                                                                                               |                                           |                                           |                                                               |                                                               |                                            |                                            |                               |                               |                        |                        |                                               |                                               |                              |                                                                                 |                      |                      |                        |                        |                               |                               |                            |                            |                      |                      |                     |                     |                         |                         |                                                             |                                                             |
| Raffaele c. 1740-? | Raffaele c. 1740-? | Maria Gerarda 1742-?                                                              | Maria Gerarda 1742-?                                                              | Caterina Dorotea 1743-? | Caterina Dorotea 1743-? | Nicola 1746-1799 Sacerdote, politico e generale rivoluzionario          | Nicola 1746-1799 Sacerdote, politico e generale rivoluzionario          | Vincenzo 1749-?                                              | Vincenzo 1749-?                                              | Giustiniano 1751-1800 Avvocato e politico giacobino sp. Angela Maria Parrini | Giustiniano 1751-1800 Avvocato e politico giacobino sp. Angela Maria Parrini | Gennaro 1751-1828 Sacerdote e rivoluzionario                                                                                             | Gennaro 1751-1828 Sacerdote e rivoluzionario                                                                                             | Pasquale                                    | Pasquale                      | Domenica Vincenza    | Domenica Vincenza    |                                                                                               |                                                                                               |                                           |                                           |                                                               |                                                               |                                            |                                            |                               |                               |                        |                        |                                               |                                               |                              |                                                                                 |                      |                      |                        |                        |                               |                               |                            |                            |                      |                      |                     |                     |                         |                         |                                                             |                                                             |
|                    |                    |                                                                                   |                                                                                   | | |                                                                         |                                                                         |                                                              |                                                              |                                                                              |                                                                              | | |                                             |                               |                      |                      |                                                                                               |                                                                                               |                                           |                                           |                                                               |                                                               |                                            |                                            |                               |                               |                        |                        |                                               |                                               |                              |                                                                                 |                      |                      |                        |                        |                               |                               |                            |                            |                      |                      |                     |                     |                         |                         |                                                             |                                                             |
|                    |                    |                                                                                   |                                                                                   | | |                                                                         |                                                                         |                                                              |                                                              |                                                                              |                                                                              | | |                                             |                               |                      |                      |                                                                                               |                                                                                               |                                           |                                           |                                                               |                                                               |                                            |                                            |                               |                               |                        |                        |                                               |                                               |                              |                                                                                 |                      |                      |                        |                        |                               |                               |                            |                            |                      |                      |                     |                     |                         |                         |                                                             |                                                             |
|                    |                    | Giuseppe 1776-1799 Avvocato, rivoluzionario e martire della Repubblica Napoletana | Giuseppe 1776-1799 Avvocato, rivoluzionario e martire della Repubblica Napoletana | Francesco Paolo 1779-1799 Rivoluzionario e martire della Repubblica Napoletana                                              | Francesco Paolo 1779-1799 Rivoluzionario e martire della Repubblica Napoletana                                              | Raffaele 1780-1799 Rivoluzionario e martire della Repubblica Napoletana | Raffaele 1780-1799 Rivoluzionario e martire della Repubblica Napoletana | Antonio Maria Emanuele 1781-1814 sp. Maria Giuseppa Cubelli  | Antonio Maria Emanuele 1781-1814 sp. Maria Giuseppa Cubelli  | Amalia c.1791-? sp. Canio Manfredi                                           | Amalia c.1791-? sp. Canio Manfredi                                           | | Nicoletta c.1793-1838 sp. Francesco Telesca                                                                                              | Nicoletta c.1793-1838 sp. Francesco Telesca | Angelo Maria                  | Angelo Maria         | Nicola               | Nicola                                                                                        | Maria Teresa Rafaele 1795                                                                     | Maria Teresa Rafaele 1795                 |                                           |                                                               |                                                               |                                            |                                            |                               |                               |                        |                        |                                               |                                               |                              |                                                                                 |                      |                      |                        |                        |                               |                               |                            |                            |                      |                      |                     |                     |                         |                         |                                                             |                                                             |
|                    |                    |                                                                                   |                                                                                   | | |                                                                         |                                                                         |                                                              |                                                              |                                                                              |                                                                              | | |                                             |                               |                      |                      |                                                                                               |                                                                                               |                                           |                                           |                                                               |                                                               |                                            |                                            |                               |                               |                        |                        |                                               |                                               |                              |                                                                                 |                      |                      |                        |                        |                               |                               |                            |                            |                      |                      |                     |                     |                         |                         |                                                             |                                                             |
|                    |                    |                                                                                   |                                                                                   | | |                                                                         |                                                                         |                                                              |                                                              |                                                                              |                                                                              | | |                                             |                               |                      |                      |                                                                                               |                                                                                               |                                           |                                           |                                                               |                                                               |                                            |                                            |                               |                               |                        |                        |                                               |                                               |                              |                                                                                 |                      |                      |                        |                        |                               |                               |                            |                            |                      |                      |                     |                     |                         |                         |                                                             |                                                             |
|                    |                    |                                                                                   |                                                                                   | | | Luigi 1811→1889                                                         | Luigi 1811→1889                                                         | Nicola 1807                                                  | Nicola 1807                                                  | Antonio                                                                      | Antonio                                                                      | Angela Maria Telesca 1818-1890 sp. Don Raffaele Tasca                                                                                    | Angela Maria Telesca 1818-1890 sp. Don Raffaele Tasca                                                                                    | Domenico Antonio Telesca 1838               | Domenico Antonio Telesca 1838 |                      |                      |                                                                                               |                                                                                               |                                           |                                           |                                                               |                                                               |                                            |                                            |                               |                               |                        |                        |                                               |                                               |                              |                                                                                 |                      |                      |                        |                        |                               |                               |                            |                            |                      |                      |                     |                     |                         |                         |                                                             |                                                             |
|                    |                    |                                                                                   |                                                                                   | | |                                                                         |                                                                         |                                                              |                                                              |                                                                              |                                                                              | | |                                             |                               |                      |                      |                                                                                               |                                                                                               |                                           |                                           |                                                               |                                                               |                                            |                                            |                               |                               |                        |                        |                                               |                                               |                              |                                                                                 |                      |                      |                        |                        |                               |                               |                            |                            |                      |                      |                     |                     |                         |                         |                                                             |                                                             |
|                    |                    |                                                                                   |                                                                                   | | |                                                                         |                                                                         |                                                              |                                                              |                                                                              |                                                                              | | |                                             |                               |                      |                      |                                                                                               |                                                                                               |                                           |                                           |                                                               |                                                               |                                            |                                            |                               |                               |                        |                        |                                               |                                               |                              |                                                                                 |                      |                      |                        |                        |                               |                               |                            |                            |                      |                      |                     |                     |                         |                         |                                                             |                                                             |
|                    |                    |                                                                                   |                                                                                   | | | Palomba di Napoli                                                       | Palomba di Napoli                                                       |                                                              |                                                              |                                                                              |                                                                              | Salvatore Vincenzo Giulio Teodoro Ferdinando Tasca 1851 Segretario Comunale Capo di Ruvo del Monte, Rapolla e Melfi sp. Lucietta Telesca | Salvatore Vincenzo Giulio Teodoro Ferdinando Tasca 1851 Segretario Comunale Capo di Ruvo del Monte, Rapolla e Melfi sp. Lucietta Telesca |                                             |                               |                      |                      |                                                                                               |                                                                                               |                                           |                                           |                                                               |                                                               |                                            |                                            |                               |                               |                        |                        |                                               |                                               |                              |                                                                                 |                      |                      |                        |                        |                               |                               |                            |                            |                      |                      |                     |                     |                         |                         |                                                             |                                                             |
|                    |                    |                                                                                   |                                                                                   | | |                                                                         |                                                                         |                                                              |                                                              |                                                                              |                                                                              | | |                                             |                               |                      |                      |                                                                                               |                                                                                               |                                           |                                           |                                                               |                                                               |                                            |                                            |                               |                               |                        |                        |                                               |                                               |                              |                                                                                 |                      |                      |                        |                        |                               |                               |                            |                            |                      |                      |                     |                     |                         |                         |                                                             |                                                             |
|                    |                    |                                                                                   |                                                                                   | | |                                                                         |                                                                         |                                                              |                                                              |                                                                              |                                                                              | | |                                             |                               |                      |                      |                                                                                               |                                                                                               |                                           |                                           |                                                               |                                                               |                                            |                                            |                               |                               |                        |                        |                                               |                                               |                              |                                                                                 |                      |                      |                        |                        |                               |                               |                            |                            |                      |                      |                     |                     |                         |                         |                                                             |                                                             |
|                    |                    | Angela Filomena Evelina 1876                                                      | Angela Filomena Evelina 1876                                                      | Elettra 1879-1911 sp. Vincenzo Francesco Saverio Orsi (1873-1932), Geometra Principale Uffici tecnici di finanza di Potenza | Elettra 1879-1911 sp. Vincenzo Francesco Saverio Orsi (1873-1932), Geometra Principale Uffici tecnici di finanza di Potenza | Claudina 1884-1902                                                      | Claudina 1884-1902                                                      | Gilda 1886-1913                                              | Gilda 1886-1913                                              | Atenaide 1889                                                                | Atenaide 1889                                                                | Gustavo 1891 geometra | Gustavo 1891 geometra | Clementina 1893-1893                        | Clementina 1893-1893          | Olga 1894            | Olga 1894            | Clara 1896                                                                                    | Clara 1896                                                                                    | Ines 1899                                 | Ines 1899                                 | Otello 1901 Professore dell'Accademia di belle arti di Napoli | Otello 1901 Professore dell'Accademia di belle arti di Napoli |                                            |                                            |                               |                               |                        |                        |                                               |                                               |                              |                                                                                 |                      |                      |                        |                        |                               |                               |                            |                            |                      |                      |                     |                     |                         |                         |                                                             |                                                             |

## Pensiero

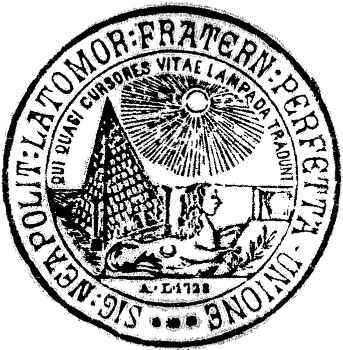
Sigillo della Loggia Perfetta Unione, fondata a Napoli nel 1728, del cui “cerchio interno” Don Nicola fu uno dei principali esponenti

Il pensiero e la filosofia di Don Nicola Palomba si pongono nel complesso scenario delle elites culturalmente avanzate della seconda metà del XVIII secolo. La famiglia Palomba, forte di grandi rendite fondiarie e di una cultura giuridica secolare, fornì ai fratelli Nicola, Giustiniano e Gennaro un'istruzione di elevato livello. Nella figura del sacerdote e dottore in utroque jure aviglianese gli aspetti più estremisti del giacobinismo insurrezionale (l'idea della Repubblica a costo del sacrificio della propria vita trova riscontro nella sua adesione alla fazione ROMO della società di Carlo Lauberg) persistettero anche nella fase del giacobinismo istituzionale della quale fu promotore in quanto membro del governo della Repubblica Partenopea del 1799. L'ardente atteggiamento patriottico e la fattività con la quale egli guidò in prima persona le truppe giacobine, prima a Napoli e poi come commissario e generale del dipartimento del Bradano portarono alcuni storici, come Luigi Conforti, a definirlo "il più grande patriota". L'apparente contrasto agli ideali religiosi delle posizioni giacobine in merito trova sintesi nella figura tanto di Don Nicola, quanto di altri esponenti del clero alto che parteciparono ai moti del 1799, (basti pensare a Giovanni Andrea Serrao, vescovo di Potenza ed influenzato tanto quanto Nicola dalle idee del vescovo conte Carlo Gagliardi - peraltro lontano parente della stessa famiglia Palomba). Il repubblicanesimo di Don Nicola trova altresì riscontro nella sua adesione alla massoneria, in chiave rinnovatrice degli antichi ideali repubblicani romani. Il suo raggiungimento delle cariche supreme del Rito di Misraim somma agli ideali rivoluzionari e repubblicani del sacerdote lucano un'adesione ai principi dell'esoterismo, dell'ermetismo e dello spiritualismo, che lo condussero ad esportare per primo la massoneria in Basilicata.

## Eredità
Nella vasta serie di autori che hanno analizzato storicamente la figura di Don Nicola Palomba in riferimento alle vicende della Repubblica Napoletana è da segnalarsi Alexandre Dumas (padre) nella monumentale opera "I Borbone di Napoli", oltre che lo storico e generale suo contemporaneo Pietro Colletta e lo storico Tommaso Pedio.  Egli compare anche come uno dei protagonisti dell'opera teatrale in atto unico "Gesù di Napoli" di Salvatore Macri. Eleonora Pimentel Fonseca nel Monitore Napoletano definì Nicola Palomba "lo zelante patriota". Nel 1899, la sua figura fu rievocata e commemorata in un pubblico discorso tenutosi a Potenza dall'onorevole Giustino Fortunato, che ne sottolineò la fierezza al momento della morte.
Se ne conservano attestazioni sparse presso il registro dei dispacci del Ministero degli affari ecclesiastici dell’Archivio di Stato di Napoli.
A lui ed agli altri membri della famiglia gentilizia è inoltre dedicata una delle vie principali di Avigliano, denominata Via Palomba.